# Editrice San Marco
L'Editrice San Marco è una casa editrice indipendente attiva nel settore dell'editoria scolastica, storicamente specializzata nell’istruzione professionale e più recentemente attiva anche negli istituti tecnici. 

## Storia

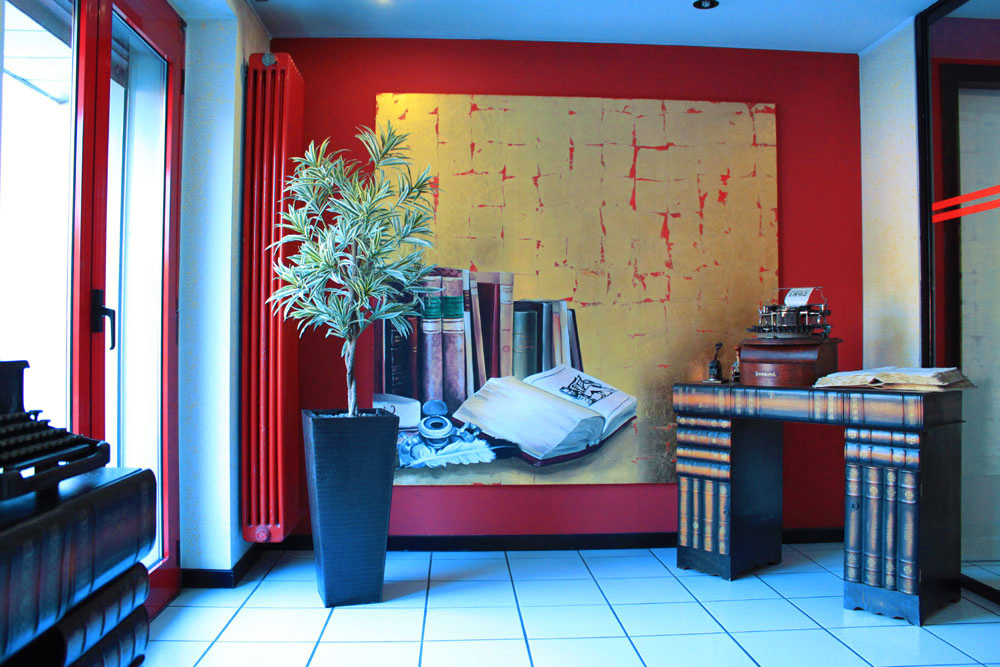
Editrice San Marco, sede di Ponteranica

La casa editrice viene fondata a Bergamo nel 1955 da Giulio Belotti. La prima sede è stata in Via Matris Domini, nel quartiere San Marco, da cui deriva il nome e il logo, in ricordo dell'appartenenza di Bergamo alla Repubblica Serenissima di Venezia dal 1428 al 1796. Nel 1960 la casa editrice viene trasferita a Trescore Balneario (Bergamo), paese natale del fondatore, rimanendovi fino al 2000, quando viene trasferita a Ponteranica.
Belotti, insegnante e direttore didattico del distretto scolastico della Valle Cavallina, nell'immediato dopoguerra aveva notato la mancanza di libri di testo per i corsi di Apprendistato. Pensò così di pubblicare dapprima un diario e dei piccoli manuali di cultura civica e sociale e negli anni cinquanta e sessanta numerosi manuali tecnici per l'apprendimento di ogni mestiere, destinati all'avviamento al lavoro delle giovani generazioni. Nacque così una collana libraria denominata "Verso il Lavoro" .
Negli anni '70 vennero stampati e pubblicati manuali per i giovani che frequentavano i corsi di apprendistato e di formazione professionale. Questa collana, denominata RES, offriva strumenti culturali e didattici semplici per le varie materie. A queste, si sono affiancati libri tecnici specialistici, utilizzando lo slogan "Un libro per ogni mestiere".
Nel 2002 Armando Belotti assume il ruolo di amministratore unico che, con l'apporto alla direzione editoriale di Caterina Corti, ex insegnante, amplia la produzione con collane rivolte a tutti gli ordini di scuola secondaria di secondo grado, che collocano la casa editrice tra i più importanti gruppi editoriali italiani, in particolare per le pubblicazioni tecniche e professionali. 
La casa editrice ha pubblicato varie opere di personaggi riconosciuti a livello internazionale e leader nei propri settori, come quello della moda con Giordano Trussardi, ma anche il mondo del calcio con l'ex giocatore dell'Atalanta Bergamasca Calcio, Oscar Magoni o della cucina, grazie alle pubblicazioni dello chef internazionale Enzo Dellea. L'Editrice San Marco ha pubblicato anche un volume contro il cyberbullismo firmato dal tenente colonnello Mario Leone Piccinni.
Dal 2018 e negli anni seguenti, la casa editrice ha attivato una divisione digitale per la creazione di volumi integrati da apparati multimediali ed interattivi, oltre a strumenti per la didattica inclusiva.